# Juglans mollis
Juglans mollis är en valnötsväxtart som beskrevs av Georg George Engelmann. Juglans mollis ingår i släktet valnötter, och familjen valnötsväxter. Inga underarter finns listade i Catalogue of Life.